# Campoussy
Campoussy en idioma francés y oficialmente, Campossin en idioma occitano, es una localidad  y comuna francesa, situada en el departamento de Pirineos Orientales en la región de Languedoc-Rosellón.
A sus habitantes se les conoce por el gentilicio campoussinois en francés.

## Geografía

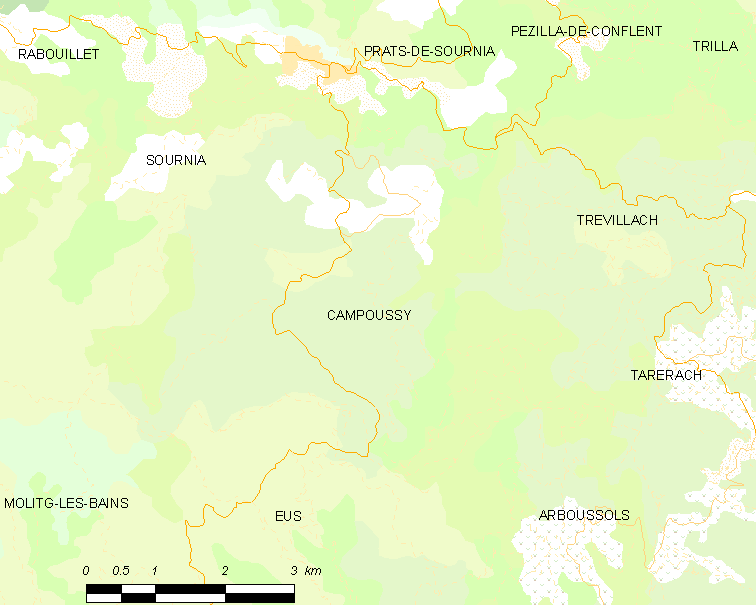
Situación de Campoussy

## Demografía
| 287 | 268 | 241 | 269 | 311 | 297 | 314 | 351 | 321 | 314 | 247 | 229 | 226 | 235 | 219 | 193 | 216 | 194 | 165 | 140 | 99 | 91 | 87 | 72 | 54 | 35 | 26 | 14 | 24 | 33 | 40 | 35 | 41 |
| Para los censos de 1962 a 1999 la población legal corresponde a la población sin duplicidades (Fuente: INSEE [Consultar]) |     |     |     |     |     |     |     |     |     |     |     |     |     |     |     |     |     |     |     |    |    |    |    |    |    |    |    |    |    |    |    |    |